# Pherma curticaudatum
Pherma curticaudatum är en kräftdjursart som beskrevs av C. B. Wilson 1923. Pherma curticaudatum ingår i släktet Pherma och familjen Clausiidae. Inga underarter finns listade i Catalogue of Life.